# Амиров, Алмас Хадисович
Ами́ров, Алма́с Хади́сович (баш. Әмиров Алмас Хәдис улы; р. 6 мая 1968 года, д. Ахуново Учалинского района БАССР) - артист Башкирского Государственного Академического театра драмы им. Мажита Гафури. Заслуженный артист Российской Федерации (2023). Народный артист Республики Башкортостан (2004). Заслуженный артист Республики Башкортостан (1999). Лауреат государственной молодежной премии РБ премии Шайхзады Бабича (2003). 

## Биография
Амиров Алмас Хадисович родился 6 мая 1968 года в с. Ахуново Учалинского района Башкирской АССР.
В 1991 году окончил актёрский факультет Уфимского государственного института искусств (курс Р. В. Исрафилова). После окончания института — актёр Башкирского государственного академического театра драмы им. Мажита Гафури в Уфе.
Актёр комедийного жанра с тонкой характеристикой образов.
Участник III Республиканского семинара - лаборатории современной драматургии и режиссуры (13-16.04 2016 г., спектакль "Песнь о Трое. Здесь и сейчас" ( По мотивам "Илиады" Гомера, реж. И. Сакаев)

## Роли в спектаклях
Дивана («Ай тотолған төндә» — «Затмение»; дебют, 1991), Микеле («Илай белмәгән ҡатын» — «Женщина, которая не умеет плакать» по пьесе «Филумена Мартурано» Э. Де Филиппо), Морис Ляппен («Минең ҡатынымдың исеме Морис» — «Мою жену зовут Морис» Р.Шарта), Креонт («Царь Эдип») — («Эдип батша»), Хан Масем («Мактымсылу, Абляй и Кара юрга») — Мәсем — хан («Маҡтымһылыу, Әбләй һәм ҡара юрға»), Кутуш («Нэркес») — Ҡотош («Нәркәс»), Маулит «Цыплёнок из букваря» — Мәүлит («Әлифбанан бер себеш»), Дервиш («Затмение») — Дәрүиш («Ай тотолған төндә»), Исмет Инёню («Ахметзаки Валиди Тоган») — («Әхмәтзәки Вәлиди Туған»), Валиахмет («Мулла») — Вәлиәхмәт («Мулла»), Хардинг («Пролетая над гнездом кукушки») — («Кәкүк ояһы»), Сабира («Шауракэй») -(«Шәүрәкәй»), Яппар («Кодаса») — («Ҡоҙаса»), Шайхелахияр («Камень одиночества») — Шәйхеләхиәр («Яңғыҙҙар ташы»), Ахмади («Бабуська@тущка.ru») — («Әбейүшкә@эт.тущка.ru»), Колтубэ («Кахым-туря») — Ҡолтүбә («Ҡаһым түрә»), Малик («Юсуф и Зулейзха») — («Йософ һәм Зөләйхә»), Мамуля («Василь Кабирович») — Вәсил Кәбирович («Мин һинең ҡәйнәң булам»), Хор («Антигона»).

## Роли в кино
Водитель («Быяла юлсы» — «Стеклянный пассажир», 1996), Председатель («Ауыл өҫтөндә йәйғор» — «Радуга над деревней», 2000), Ахат («Сөмбөлдөң етенсе йәйе» — «Седьмое лето Сюмбель», 2002; все — к/ст «Башкортостан»); в телефильме — Рубин Магасумов («Ай ҡыҙы» — «Дочь Луны», 2002; ГТРК «Башкортостан»), «Семья года», 2021. Озвучивал мультфильм «Алдар и серый волк»; «Человек-Сыр» 2021; «Человек-Сыр», 2021; в фильме-мокьюментари — «Колобог. Фильм о фильме», 2023;
Снимался в телефильме в роли Рубина Магасумова («Ай ҡыҙы» — «Дочь Луны», 2002; ГТРК «Башкортостан»).

## Награды
- Заслуженный артист Российской Федерации (3 октября 2023 года) — за заслуги в развитии отечественной культуры и искусства, многолетнюю плодотворную творческую деятельность[1]
- Народный артист Республики Башкортостан (2004)
- Премия им. Ш. Бабича (2003)